# Арапай
Арапай алб. Arapaj — село в колишньому муніципалітеті Ррашбулл, область Дуррес, Албанія. Внаслідок місцевої управлінської реформи 2015 року стало частиною муніципалітету Дуррес. Лежить поблизу узбережжя Середземного моря, приблизно за 6 км на південь від міста Дуррас.

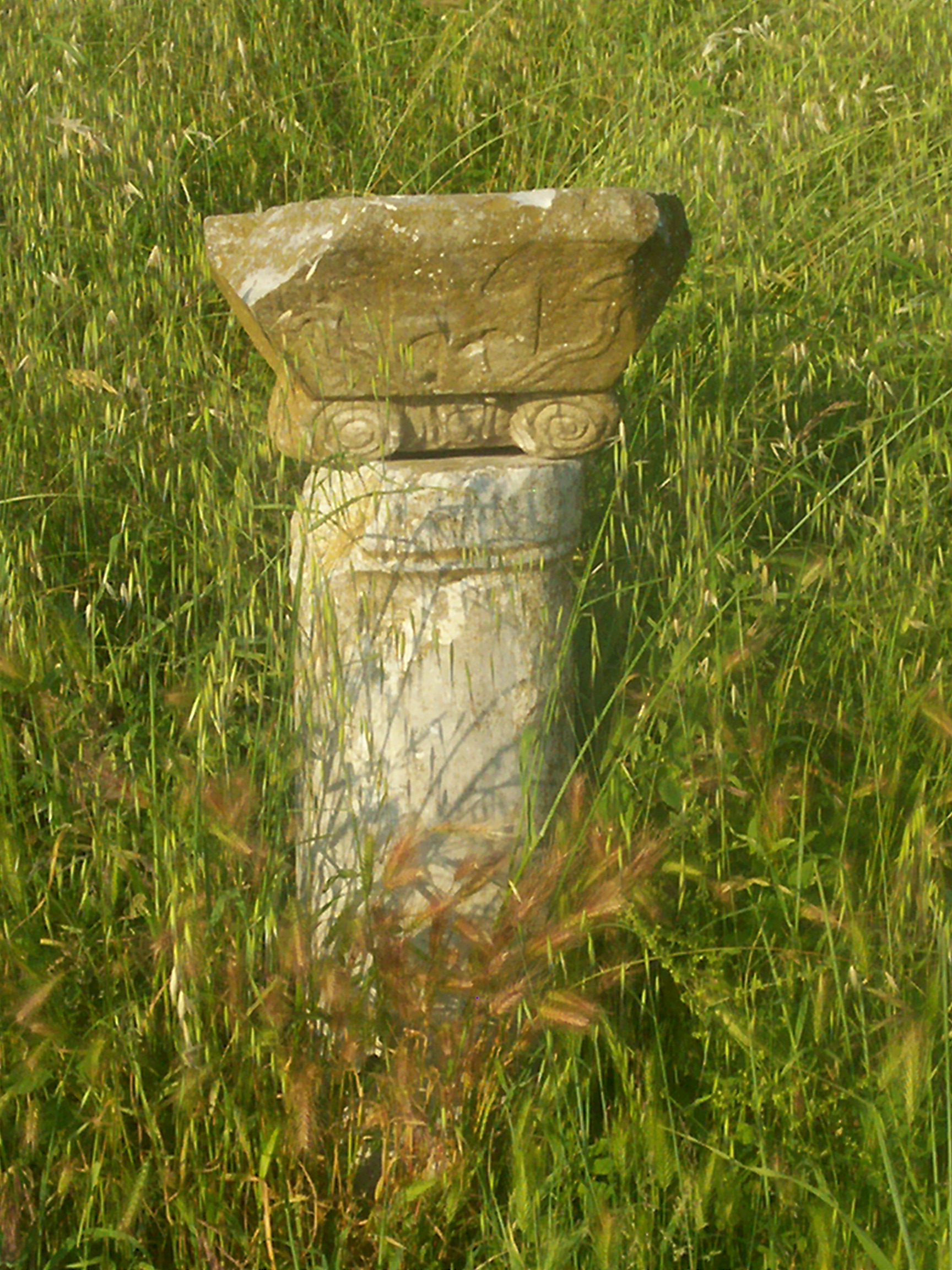
Базиліка святого Михайла

Село Апарай відоме як місце розташування важливої археологічної пам'ятки Базиліки святого Михайла, присвяченої Архангелу Михаїлу ранньої палеохристинянської церкви, яку, як вважають, побудовано у V або VI столітті. Базиліку проголосили релігійною культурною пам'яткою Албанії завдяки її архітектурному значенню. Розкопана там мозаїка показує глибокий зв'язок базиліки з культурою ранньої Візантійської імперії.